# Liste der Nummer-eins-Hits in den Cash Box Charts (1969)
Diese Liste enthält alle Nummer-eins-Hits in den amerikanischen Cash Box Charts im Jahr 1969. Es gab in diesem Jahr 23 Nummer-eins-Singles.
| Singles |
| --- |
| - Marvin Gaye – I Heard It Through The Grapevine - 1 Woche (21. Dezember 1968 – 24. Januar 1969) - Diana Ross & The Supremes & The Temptations – I'm Gonna Make You Love Me - 1 Woche (25. Januar – 31. Januar) - Tommy James & The Shondells – Crimson and Clover - 1 Woche (1. Februar – 7. Februar) - The Doors – Touch Me - 1 Woche (8. Februar – 14. Februar) - Sly & The Family Stone – Everyday People - 2 Wochen (15. Februar – 28. Februar) - The Foundations – Build Me Up Buttercup - 2 Wochen (1. März – 14. März) - Tommy Roe – Dizzy - 2 Wochen (15. März – 28. März) - The Zombies – Time of the Season - 1 Woche (29. März – 4. April) - The Fifth Dimension – Aquarius/Let the Sunshine In (The Flesh Failures) - 5 Wochen (5. April – 9. Mai) - The Cowsills – Hair - 2 Wochen (10. Mai – 23. Mai) - The Beatles – Get Back - 5 Wochen (24. Mai – 27. Juni) - Elvis Presley – In the Ghetto - 1 Woche (28. Juni – 4. Juli) - Henry Mancini & Orchestra – Love Theme From "Romeo and Juliet" - 2 Wochen (5. Juli – 18. Juli) - Zager & Evans – In the Year 2525 (Exordium & Terminus) - 4 Wochen (19. Juli – 15. August) - The Rolling Stones – Honky Tonk Women - 4 Wochen (16. August – 12. September) - The Archies – Sugar, Sugar - 4 Wochen (13. September – 10. Oktober) - Bobby Sherman – Little Woman - 1 Woche (11. Oktober – 17. Oktober) - Elvis Presley – Suspicious Minds - 2 Wochen (18. Oktober – 31. Oktober) - The Fifth Dimension – Wedding Bell Blues - 3 Wochen (1. November – 21. November) - The Beatles – Come Together - 3 Wochen (22. November – 12. Dezember) - Blood, Sweat & Tears – And When I Die - 1 Woche (13. Dezember – 19. Dezember) - Peter, Paul & Mary – Leaving on a Jet Plane - 1 Woche (20. Dezember – 26. Dezember) - Diana Ross & The Supremes – Someday We'll Be Together - 2 Wochen (27. Dezember 1969 – 9. Januar 1970) |